# زمین‌لرزه ۱۹۲۹ گرند بنکس
زمین‌لرزه گرند بنکس  در تاریخ ۱۸ نوامبر ۱۹۲۹ میلادی، برابر با ‎۲۷ آبان ۱۳۰۸، ساعت ۲۰:۳۲:۰۰ به زمان یوتی‌سی در سن پیر و میکلن ، منطقه گرند بنکس رخ داد. ژرفای این زلزله ۱۵ کیلومتر بود. بزرگی آن ۷٫۴ در مقیاس Mw اعلام شده‌است. زمین‌لرزه به وقت محلی در روز دوشنبه، ساعت ۱۶ روی داده و منطقه زمانی آن یوتی‌سی -۴ بوده‌است (با لحاظ تغییر ساعت تابستانی).
سازمان زمین‌شناسی آمریکا نیز جای این زمین‌لرزه را در مختصات ۴۴°۴۱′شمالی ۵۶°۰۰′غربی / ۴۴٫۶۹°شمالی ۵۶°غربی و بزرگی آنرا برابر با ۷٫۲ در مقیاس ریشتر اعلام کرده‌است. ژرفای گزارش شده از سوی این سازمان ۱۸ کیلومتر می‌باشد.
سونامی نیز در این زلزله گزارش شده‌است.